# Звериноголовское
Звериноголовское — село в Курганской области России. Административный центр Звериноголовского района и Звериноголовского сельсовета. Является одним из старейших населённых пунктов Южного Зауралья. В XIX веке было казачьей станицей в составе сторожевой линии.

## География
Расположено на реке Тобол, на расстоянии 120 км к югу от города Кургана. Ближайший населённый пункт — с. Круглое (расположено к северу от села). Приблизительно в 9 км на юг от посёлка расположен одноимённый российский двусторонний автомобильный пограничный пункт пропуска.

### Часовой пояс
Звериноголовское, как и вся Курганская область, находится в часовой зоне МСК+2. Смещение применяемого времени относительно UTC составляет +5:00.

## Население
| Численность населения, чел. | Численность населения, чел. | Численность населения, чел. | Численность населения, чел. | Численность населения, чел. | Численность населения, чел. | Численность населения, чел. | Численность населения, чел. | Численность населения, чел. | Численность населения, чел. | Численность населения, чел. |
| 1819                        | 1847                        | 1856                        | 1865                        | 1869                        | 1876                        | 1892                        | 1926                        | 1959                        | 2002                        | 2004                        |
| --------------------------- | --------------------------- | --------------------------- | --------------------------- | --------------------------- | --------------------------- | --------------------------- | --------------------------- | --------------------------- | --------------------------- | --------------------------- |
| 2358                        | 1929                        | 1843                        | 2118                        | 2124                        | 2429                        | 4613                        | 5133                        | 6314                        | 4502                        | 5608                        |

Данные с 1847 по 1876 годы только по числу православного населения.
| 1774  | 1819  | 1866  | 1892  | 1901  | 1916  | 1926  |
| ----- | ----- | ----- | ----- | ----- | ----- | ----- |
| 1032  | ↗2358 | ↘2001 | ↗2325 | ↗4613 | ↗5825 | ↘5133 |
| 1939  | 1959  | 1989  | 2002  | 2010  | 2021  |       |
| ↗6617 | ↘6314 | ↘4312 | ↗4502 | ↘4060 | ↘3194 |       |

Национальный состав
- По переписи населения 2002 года проживало 4502 человека, из них русские — 84 %
- По переписи населения 1926 года проживало 5133 человека, из них русские — 3389 чел., татары — 1072 чел.

## История
Крепость
В 1717 году основана Бакланская крепость на левом берегу Тобола у озера Бакланского. Она просуществовала до строительства Звериноголовской крепости, сооружённой четырьмя с половиною верстами выше по Тоболу и вошедшей в состав Сибирской линии.
После строительства Ишимской военной линии в Российской империи возникли предложения о переносе укреплений южнее на 200 верст. В 1743—1745 годах офицеры Русской императорской армии Сташкеев, Шишков и Кутузов провели топографическую разведку и наметили будущую укрепленную линию, которая должна была пересечь Ишимо-Иртышское междуречье на широте Омской крепости, вдоль реки Камышловки, по южной грани лесостепи, оградив её тем самым от вторжений кочевников.
15 августа 1746 года генерал-майор Киндерман представил в Сенат свои предложения о строительстве новой линии. Он принял проект Сташкеева-Кутузова о строительстве линии на запад от Омской крепости вдоль Камышловских озер через реку Ишим и далее до урочища Звериная голова на Тоболе, где линия должна сомкнуться с Оренбургской линией. Проект был одобрен оренбургским губернатором И. И. Неплюевым (1742—1758).
26 марта 1752 года проект Киндермана был, наконец, утвержден Сенатом. Однако в том же 1752 году первый командир Сибирского корпуса генерал-майор Х. Х. Киндерман скончался. Его проект был реализован под руководством генералов Ивана Крофта, Карла Фрауендорфа и Ивана Веймарна.
Возведение Звериноголовской крепости, редутов и форпостов началось 22 июня 1752 года. Строительством руководил Иосиф Иванович Крофт (Крафт), преемник Христиана Киндерман. Сооружением форта на зарубежной стороне руководил Илларион Матвеевич Голенищев-Кутузов. В 1753 году Звериноголовскую крепость и Алабужский редут передали Оренбургской линии, далее следовал редут Песчаный, с которого начиналась Сибирская линия.
В 1771 году в крепости было 115 домов, кроме этого регулярной милиции 586 душ обоего пола крестьян, которые занимались, в основном, сельским хозяйством и промыслами.
Звериноголовская крепость построена на правом, или восточном берегу Тобола, в ней находится старая и новая деревянная церкви и около ста дворов.Паллас, Петер Симон, 1770
Комендант крепости полковник Эстко в феврале 1774 года доносил, что в крепости 421 человек из состава регулярных войск, 24 нерегулярных казака, один башкир. Это численность гарнизона. В это время в Звериноголовской крепости не было ни одного казачьего двора.
В июне 1774 года вблизи крепости пойман беглый драгун Азовского полка Мезенцев. Он рассказал, что из лагеря Пугачёва послано несколько человек для разведки и привлечения солдат и населения на его сторону. По распоряжению генерала-поручика И. А. Деколонга, данному коменданту Эстко от 25 июня 1774 года драгун Мезенцев был повешен. Были повешены ещё пять подозреваемых в приверженности Пугачёву.
После подавления польских восстаний 1795, 1830, 1861 и 1863 годов царское правительство ссылало в Звериногловское повстанцев. Их по прибытии зачисляли в казаки (1861 и 1863 гг.). Потомки многих из них до сих пор живут в Звериноголовском. Например, встречаются фамилии Бояльский, Барковский, Лещинский, Голявинский, Плесецкий, Беньковский, Павлуцкий.
В 1797 году была открыта гарнизонная школа для солдатских детей, а позднее открыто военно-кантонистское училище, сначала на 50 детей, а в 1823 году оно вмещало уже более 500 учащихся, собиравшихся со всего Курганского и Челябинского уездов.
В 1815 году сюда переселены первые казачьи семьи, в 1819 году в полуверсте от крепости появился посёлок, так называемый форштадт. Он отделялся от крепости небольшим ложком, на дне которого протекал ручей. В нём казаки и разночинцы построили 26 домов, где жили 53 человека взрослых и 40 детей. В это время в крепости было 430 домов и 2358 жителей обоего пола.
В середине августа 1826 года в крепость был доставлен разжалованный в солдаты декабрист Епафродит Степанович Мусин-Пушкин, в этом же году переведённый на Кавказ. В это время комендантом крепости был майор А. П. Кадамцов.
Станица
В 1838 году крепость переименована в станицу. Была административным центром Звериноголовского станичного юрта Челябинского уезда Оренбургской губернии, который относился к Войсковой территории Челябинского уезда (3-й военный отдел Оренбургского казачьего войска).
В 1843 году были открыты мужская и женская станичные школы, преобразованные в 1880-е годы в двухклассные училища.
В конце 1850-х годов спокойствие в располагавшейся южнее Киргизской степи сделалось явлением обычным, и она была включена в состав Российской империи на общих основаниях, с передачей из ведения Министерства иностранных дел в ведомство Министерства внутренних дел, при чём переименованы были: Оренбургская киргизская степь — в Область Оренбургских Киргизов, а пограничная комиссии — в областное правление оренбургскими киргизами.
В 1862 году (по другим данным в 1873 году), потеряв своё военно-стратегическое значение, Оренбургская пограничная линия была упразднена. Вместе с ней упразднили Звериноголовскую крепость как военное поселение. Часть гарнизона командование распустило, оставшиеся солдаты были зачислены в казаки. Крепость стала называться станицей.
20 июля 1891 года, совершая кругосветное путешествие, проезжал наследник престола и Августейший Атаман всех казачьих войск, будущий император Николай II.
В 1908 году открыто первое во всём крае из сельских местностей городское четырёхклассное училище.
В 1917 году была открыта сельская гимназия. Там обучались в основном казачата. Дети разночинцев учились в церковно-приходской школе. Существовала татарская школа, которая в конце 1930-х годов закрылась.
Гражданская война
В начале лета 1918 года установлена белогвардейская власть.
В середине августа 1919 года в станице сосредоточились белый 5-й Оренбургский казачий полк, 6-я Оренбургская казачья батарея (1 орудие), 1-й и 2-й Оренбургские казачьи пластунские батальоны. На левом фланге отряда, у посёлка Озёрного, занял оборону Отдельный оренбургский казачий дивизион подъесаула Иванова. Здесь была переправа, казаки разобрали часть верхнего настила моста. Переправу было решено сжечь только после прохода всех отступавших частей. У оз. Третьякова (современное болото Петухово), дорогу на станицу Звериноголовскую прикрывал 2-й Сводный Оренбургский казачий дивизион. По реке Тоболу на участке от д. Редуть до устья реки Алабуги оборону занимал 2-й Оренбургский казачий полк. На правом фланге отряда, на участке от д. Белое до с. Каминского и д. Островной, оборонялся 34-й Оренбургский казачий полк. Ему на помощь были направлены две пешие сотни казаков-пластунов. В резерве генерала Доможирова у оз. Берёзового находился 3-й Оренбургский казачий пластунский батальон, а также отдельные сотни сотника Зверева и вахмистра Михайлова. Ещё две пеших сотни пластунов из 3-го батальона сосредоточились в лесу в 8 километрах восточнее Звериноголовской. Штаб Сводного казачьего отряда остановился в Отряд-Алабуге.
18 августа 1919 года красный 226-й Петроградский полк захватил переправу у посёлка Озерного, а 228-й Карельский полк с одним орудием 6-й лёгкой батареи занял п. Озёрное. Красный 227-й Владимирский полк выступил из деревни Становое на станицу Звериноголовскую.
19 августа 1919 года разведчики красного 228-го Карельского полка вплавь форсировали реку Убаган, сбили заставу белых и захватили переправу. Пулемётный взвод под командованием Павлина Ефимовича Ваулина занял позицию на восточном берегу и прикрыл огнём ремонт переправы, отбив все попытки белых прорваться к ней. Им на помощь с полуротой сапёров пришёл комиссар Иванов. Позднее Иванов и Ваулин были награждены за это орденами Боевого Красного Знамени. Казаки Оренбургского дивизиона Иванова стали отходить через Алабугский сосновый бор. Преследуя их, красный 228-й Карельский полк стал выходить к станице Звериноголовской с юга. В это же время 227-й Владимирский полк вышел на берег Тобола с запада, напротив станицы. Демонстрируя наступление, его бойцы открыли сильный огонь. Однако казакам, заранее заметившим подход красных, удалось разобрать мост, сняв целиком три пролёта, оставив сваи. Заметив выход противника к станице с юга, генерал Доможиров направил туда 3-й Отдельный оренбургский казачий пластунский батальон под командованием капитана Двинягина. Пластуны заняли оборону в 4 километрах юго-восточнее станицы. Их атаковали два батальона 228-го Карельского полка и четыре трёхдюймовых орудия 3-й Ржевско-Новгородской батареи. К полудню, после четырёхчасового боя, цепи красного 228-го Карельского полка вошли в ст. Звериноголовскую. Части казачьего отряда Доможирова отошли на высоты на северо-восток от станицы. Преследуя их, две красные роты около версты шли за отступающими в арьергарде 1-й и 2-й сотнями 5-го Оренбургского казачьего полка. Отойдя к небольшому лесу, казаки спешились и окопались. К вечеру один из батальонов 228-го Карельского полка выдвинулся на юг и занял высоту с отметкой № 568, а остальные батальоны 228-го полка, весь 226-й Петроградский полк, 3-я Ржевско-Новгородская батарея и одно орудие 6-й лёгкой батареи остановились на отдых в станице. Сапёры 1-й роты стали спешно исправлять разрушенный белыми мост через Тобол. Вскоре по нему в станицу вошёл 227-й Владимирский полк с двумя орудиями 6-й лёгкой батареи. Около 200 красноармейцев 227-го Владимирского полка атаковали 1-ю и 2-ю казачьи сотни под командованием есаула Павлова. При поддержке сильного артиллерийского огня красноармейцы выбили казаков с позиции, и станичники отступили к последнему оставшемуся у них в руках оренбургскому казачьему посёлку Отряд-Алабуга. В этот день 226-й Петроградский полк потерял раненым 1 красноармейца, в 227-м Владимирском полку было 3 убито и 15 ранено, а 228-й Карельский полк потерял ранеными 23 бойца. Убитых похоронили на станичной площади, у церкви; могила не сохранилась.
1 сентября 1919 года началась последняя крупная наступательная операция Русской армии адмирала А. В. Колчака. К 5 октября 1919 года белые 13-й и 14-й Сибирский казачьи полки 5-й Сибирской казачьей дивизии заняли пос. Отряд-Алабуга. Центральный участок обороны красной 35-й дивизии в Звериноголовском предмостном укреплении занимали части 2-й бригады. На правом фланге позиции, от р. Тобол мимо оз. Заячьего и до просёлочной дороги, идущей из ст. Звериноголовской на оз. Берёзовое в 3 километрах восточнее станицы, оборону держал 312-й полк. От этой просёлочной дороги и до Петропавловского тракта в 2 километрах северо-восточнее Звериноголовской, упираясь левым флангом в оз. Круглое, позицию занимал 311-й полк. Промежуток между озером Круглое и рекой охранялся конницей. В резерве в ст. Звериноголовской стояли 310-й полк, 9-й отряд особого назначения, Сводная батарея Бодрова, 1-я Особая батарея и гаубичный артдивизион. Сапёрная рота была оставлена в пос. Озёрном, а тяжёлый артдивизион стоял в д. Островная. 6 октября командир 312-го полка направил к деревне Берёзово взвод пехоты и 12 конных разведчиков. Заметив их приближение, белоказачья застава из 30 сабель с 2 пулемётами без боя оставила деревню Берёзово и ушла на пос. Отряд-Алабугу. 7-8 октября Берёзово несколько раз занимали красные и белые. 8-13 октября белые проводили воздушную разведку и сбрасывали бомбы на ст. Звериноголовскую на самолёте марки «Сопвич» (Sopwith). Они выявили наличие у станицы второй линии укреплений окопов в 600 метрах восточнее Звериноголовской, скопившиеся в южной и северной частях станицы Звериноголовской обозы и стоявшие в рядах две колонны пехоты, общей численностью до 2000 человек. У пос. Озёрного обнаружили ещё до 400 подвод и до 1000 красных пехотинцев. 10 октября 1919 года части белой 5-й Сибирской казачьей дивизии заняли д. Верхнеалабугское. Столкнувшись с невозможностью штурма красных позиций, белое командование решило попытаться обойти их с юга. 12 октября 4-я сотня 34-го Оренбургского казачьего полка выступила из пос. Сибирка на юг для разведки переправ через реку Убаган. Планы обходов запоздали. 14 октября 1919 года началось общее наступление красных войск на Восточном фронте.
Советский период
В декабре 1919 года в станице Звериноголовской был создан станичный революционный комитет — Звериноголовский революционный комитет в составе Звериноголовской волости Челябинской губернии. 30 декабря 1919 года постановлением Челябинского горуездного исполкома образован Куртамышский район (на правах уезда). Станица Звериноголовская вошла в его состав.
В сентябре 1920 года революционный комитет был переименован в станичный исполком.
С начала 1921 года Куртамышский район переименован в Куртамышский уезд. На основании постановления ВЦИК от 14 февраля 1923 года Куртамышский уезд упразднён с 1 января 1923 года, территория возвращена в Челябинский уезд Челябинской губернии.
Постановлениями ВЦИК от 3 и 12 ноября 1923 года в составе Курганского округа Уральской области РСФСР образован Звериноголовский район. Станица — административный центр Звериноголовского района Уральской области. 15 марта 1924 года станица получила статус села, был организован Звериноголовский сельсовет.
В январе 1934 года обширная Уральская область разделена на три области, Звериноголовский район вошёл в состав Челябинской области.
В феврале 1943 года была образована Курганская область, Звериноголовский район был передан в её состав.
В феврале 1963 года Звериноголовский район был упразднён, его сельсоветы переданы в укрупнённый Курганский сельский район с центром в селе Кетово, близ Кургана. В годы советской власти жители села работали в Алабугском зерносовхозе, затем в совхозе «Буревестник».
3 марта 1964 года Звериноголовский сельсовет включён в состав Глядянского сельского района, который 12 января 1965 года переименован в Притобольный район.
9 марта 1992 года вновь образован Звериноголовский район.

## Местное самоуправление
Село Звериноголовское вместе с деревней Украинец образует Звериноголовский сельсовет. Местное самоуправление осуществляют: сельская дума, глава сельсовета и администрация сельсовета.
Звериноголовская сельская сума состоит из 10 депутатов, избираемых жителями на 5 лет.
Глава сельсовета избирается жителями сроком на 5 лет. Глава сельсовета формирует и руководит администрацией Звериноголовского сельсовета.

## Транспорт
Вдоль восточной границы села проходит автомобильная регионального значения дорога «Курган — Костанай». На север дорога ведёт к городу Курган, на юг — к российско-казахстанской границе МАПП Звериноголовское — Убаган. На запад из села по мосту через Тобол идёт дорога в город Куртамыш.
В центре села расположен автовокзал.

## Образование
В селе действует одна средняя школа — МКОУ «Звериноголовская СОШ им. дважды Героя Советского Союза Г. П. Кравченко». Здание школы построено в 1911—1914 годах (архитектор Чаплин), является объектом культурного наследия регионального значения и охраняется государством как представляющее ценностью с точки зрения истории и архитектуры. На фасаде школы прикреплены мемориальные доски, о том, что здесь учился дважды Герой Советского Союза Григорий Пантелеевич Кравченко. Также здесь училась и работала Анна Михайловна Косарева, заслуженная учительница РСФСР.

## Культура
Дом культуры был построен в 1929 году и был назван в честь 12 годовщины Октябрьской революции. Там организовали два театра: на русском и украинском языках. В 1950-е или 1960-е годы драматическому коллективу было присвоено звание народного. Весной 1993 года дом культуры сгорел. Запланировано строительство культурного центра.
В 1961 году был построен летний кинотеатр. На его открытии показывали широкоэкранный фильм «Полосатый рейс», на просмотре присутствовал главный герой фильма Евгений Леонов. Ныне кинотеатр в аварийном состоянии.

## Религиозные сооружения

### Крестовоздвиженский храм
Одним из первых сооружений за крепостными стенами была церковь, перенесённая из Бакланской крепости.
В 1768 году в Звериноголовской церкви был получен указ из Троицкого Духовного правления, адресованный в Крестовоздвиженскую церковь Звериноголовской крепости священнику Фёдору Гилеву с прихожанами, в котором указывалось, что священнослужитель и прихожане просили благословения «вместо обветшалой Крестовоздвиженской церкви о заложении новой, двупрестольной».
В 1816 году в Звериноголовской крепости при священнике Петре Протасове была ветхая деревянная церковь в честь Воздвижения Животворящего Креста с пределом в честь Святителя Николая Чудотворца. С благословения преосвященного Августина Епископа Уфимского и Оренбургского в июне 1816 года разрешено было строить новую каменную церковь (прежнюю предложено было разобрать) во имя Воздвижения Животворящего Креста с 2 пределами: 1-й во имя Архистратига Божия Михаила и 2-й во имя Святителя Николая Чудотворца. Церковь перестроена заново [старая], один предел упразднён и церковь считается с тех пор Никольскою.
Важным событием в жизни станицы стала постройка церкви в честь Воздвижения Креста Господня в 1826 (строительство завершено в 1827 году) на «сумму, собранную по распоряжению и попечению Господина генерала от инфантерии Оренбургского военного губернатора и кавалера Петра Кирилловича Эссена и пропущаемых за границу рыбопромышленников и солепромышленников»: «Здание каменное, при ней каменная ограда с железными решётками. Престолов в ней три: первый — в настоящей, во имя Воздвижения честного и животворящего Креста Господня, второй — во имя святой животворящей Троицы, третий — во имя Святителя и Чудотворца Николая». По штату был положен один настоятель, один помощник, два псаломщика. Церкви принадлежало 30 десятин пахотной земли. Для священника был выстроен общественный дом «о двух помещениях», у остальных были общественные квартиры, а псаломщик сверхштатный должен иметь собственный дом. Священник, церковные служащие жалования из казны не получали, а пользовались так называемым хлебным сбором и добровольными денежными платежами. «При сей церкви лавок, казённых домов, мельниц, рыбных ловель не имеется». Богослужения в Крестовоздвиженской церкви продолжались до 1938 года. Затем в церкви было устроено зернохранилище. В 1947 году в Крестовоздвиженском храме возобновились богослужения. С 1991 года церковно-религиозные обряды в Звериноголовской Крестовоздвиженской церкви осуществляет настоятель отец Владимир (Швидкий). 6 февраля 2019 года в церковь доставили частицы мощей двенадцати святых: Марии Магдалины, Екатерины, Варвары, Исаии Ростовского, Луки Крымского, Вонифатия Тарсийского, Феодосия Тотемского, Кирилла Александрийского, Елены Флоровской, Елены Бургской, Валентины Палестинской, Константина Ярославского. Их по благословению схиархимандрита Илия, личного духовника патриарха Московского и всея Руси Кирилла, в храм передал временно исполняющий обязанности губернатора Курганской области Вадим Шумков.

### Церковь Николая Чудотворца
В 1847 году начато строительство церкви Чудотворца Николая. В 1958 году разобрана Никольская церковь, материал был использован для строительства. В начале 2000-х годов построена деревянная однопрестольная церковь Николая Чудотворца. Приписана к Крестовоздвиженскому храму.

### Мечеть
В 1864 году мусульмане подали ходатайство о постройке деревянной мечети, и получили от правления Оренбургского войска и Оренбургского губернского правления отказ на том основании, что магометан, проживающих непосредственно в станице, слишком мало, основная масса здесь наездом, временно. Переписка продолжилась. В 1871 году из губернского правления поступил указ по этому делу с постановлением прекратить переписку. «Хотя и находятся в Звериноголовском 231 душа мусульман, но из них только 3 живущих оседло казачьего сословия. Остальные же все посторонние и не могут составлять числа прихожан», объяснили своё решение чиновники. По закону необходимо было как минимум 200 прихожан мужского пола, временные прихожане не могли оформить постоянное место жительства на казачьих землях, это разрешалось только казакам.
Ссылаясь на государственные законы, в 1871 году в Звериноголовском был построен деревянный молельный дом. Средства на него собирала вся мусульманская община. За место, на котором он стоял, верующие обязаны были платить жителям станицы «поземельные деньги». В 1874 году звериноголовские мусульмане попросили причислить их к ближайшей соборной мечети, так как из-за отсутствия имама они «остаются без исполнения духовных треб и обмолитвования новорождённых, погребения умерших и совершения браков, через что новорождённые, умершие и браки смогут оставаться незаписанными в метрические книги», их приписали к мечети посёлка Трёхозёрское Усть-Уйской станицы. 26 октября 1874 года Оренбургское духовное собрание поручило исправлять все требы по магометанскому обряду Разиеву, имаму деревни Вишняковой Ичкинской волости.
Указом от 11 января 1885 года Оренбургское губернское правление «разрешило магометанам Звериноголовской станицы построить в этой станице каменную соборную мечеть». С 9 августа 1885 года было решено перевести в новый приход муллу Трёхозёрской соборной мечети Мухаметсадыка Кадыргалиева, исполнявший обязанности муллы в Звериноголовском до назначения Разиева. С 31 января 1897 года в Звериноголовском начал работу другой мулла, Мухаммедхафиз Бикбаев. Минарет снесли в 1930-е годы, а в здании устроили вальцовую мельницу. Сейчас здание пустует.

## Памятники
На площади, недалеко от предположительного места братской могилы, установлен памятник погибшим в годы Гражданской войны, с надписью: «Героям землякам Знаменскому, Скрипниченко Ф. Е., Речкалову П. И. 1919—1933».
В 1965 году установлен обелиск высотой 9-10 метров, на постаменте 4х4 метра. Автор Б. П. Копылов. На четырёх его гранях помещены ордена Ленина, Отечественной войны, Славы, Красной Звезды. В 1975 году отлиты чугунные плиты с фамилиями, погибших в Великой Отечественной войне. Впоследствии плиты добавлялись. К 60-летию Победы были установлены ещё четыре плиты и внесены фамилии без вести пропавших солдат. При закладке в фундамент была замурована капсула со списками. Около обелиска установлен бюст Г. П. Кравченко

## Известные жители
- Ахметов, Абдулла Сафиевич (Абдулла Ахмет) (1905—1976) — татарский советский писатель, драматург.
- Глебов, Николай Прокопьевич (1918—1987) — Герой Социалистического Труда, первый секретарь Целинного райкома КПСС Курганской области.
- Кравченко, Григорий Пантелеевич (1912—1943) — генерал-лейтенант авиации, лётчик-ас, первый дважды Герой Советского Союза.
- Кривощёков, Александр Иванович (1882—1957) — член Всероссийского учредительного собрания, отец Б. А. Ручьёва.
- Люгарин, Михаил Михайлович, настоящая фамилия Заболотный (1908—1993) — поэт, журналист.
- Машковцев, Владилен Иванович (1929—1997) — поэт, прозаик, фантаст, публицист, общественный деятель.
- Платошечкин, Николай Иванович (род. 1969) — пауэрлифтер, тяжелоатлет, тренер, общественный и политический деятель.
- Пономарёв, Виктор Павлович (1924—1999) — Герой Советского Союза, подполковник войск связи.
- Ручьёв, Борис Александрович, настоящая фамилия Кривощёков (1913—1973) — советский поэт.
- Шеметов, Сергей Ильич (1872 — после 1930) — депутат III Государственной думы Российской империи.